# Gerolstein

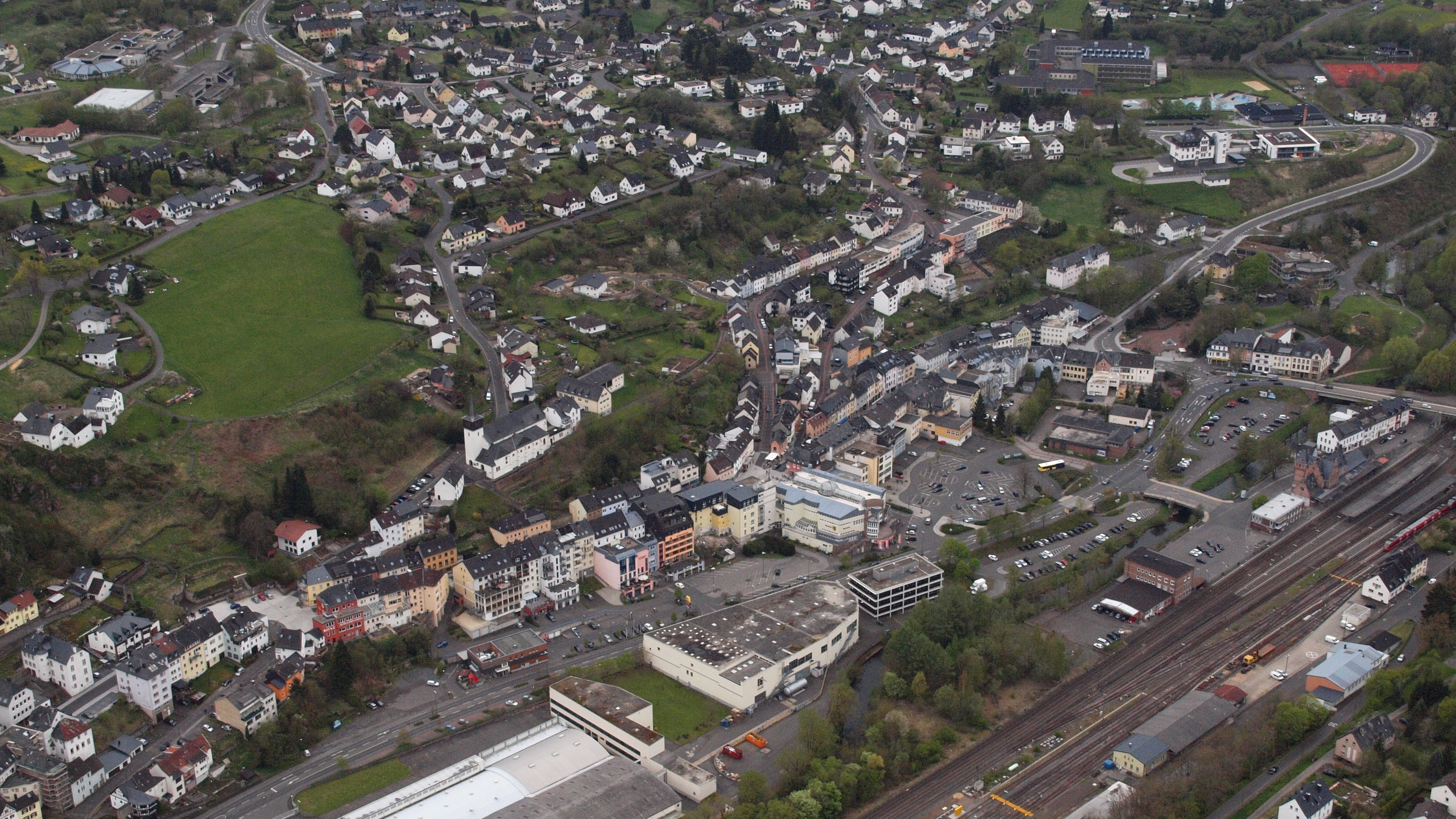
Gerolstein, Luftaufnahme (2015)

Gerolstein an der Kyll ist eine Stadt in der Eifel im Landkreis Vulkaneifel in Rheinland-Pfalz. Sie ist Verwaltungssitz der gleichnamigen Verbandsgemeinde und bevölkerungsmäßig knapp hinter der Kreisstadt Daun die zweitgrößte Gemeinde des Landkreises; flächenmäßig jedoch die größte. Im Ort befindet sich die Getränkefirma Gerolsteiner Brunnen. Gerolstein ist ein staatlich anerkannter Luftkurort und gemäß Landesplanung als Mittelzentrum ausgewiesen.

## Stadtgliederung
Die Stadt Gerolstein gliedert sich in zehn Ortsbezirke bzw. Stadtteile:
| Stadtteil    | zugehörende Wohnplätze |
| ------------ | --- |
| Bewingen     | Im Wiesental |
| Büscheich    | In der rauhen Wiese, Niedereich |
| Gees         | Forsthaus Gees, Standortschießanlage Gees |
| Kernstadt    | Buchenhof, Feriendorf Felsenhof, Fischzucht-Anstalt, Fuchsbau, Haus Waldfrieden, Immenhof, Im Schleifmühlchen, Meerfelder Hof, Nollenborn, Reginenhof, Sandborn, Schauerbach, Tannenhof, Waldhof, Wiesenhof |
| Hinterhausen | - |
| Lissingen    | Denkelseifen, Eifel-Kaserne, Hof Schwammert |
| Michelbach   | Forsthaus Grindelborn |
| Müllenborn   | Haus Weitblick, Lenzenhof, Schäferhof, Schullandheim |
| Oos          | Sonnenhof |
| Roth         | Haus am Busch |

## Geschichte

### Kernstadt Gerolstein
Aus der Region unmittelbar um Gerolstein sind mit dem Buchenloch und der Magdalenahöhle Fundstellen der Altsteinzeit bekannt, die sowohl die Anwesenheit des Neanderthalers als auch der ersten modernen Menschen belegen. In der Bronzezeit wurde die Dietzenley von den Kelten als Fliehburg benutzt. Aus römischen Zeiten sind Tempel und Behausungen bekannt und in Resten erhalten.

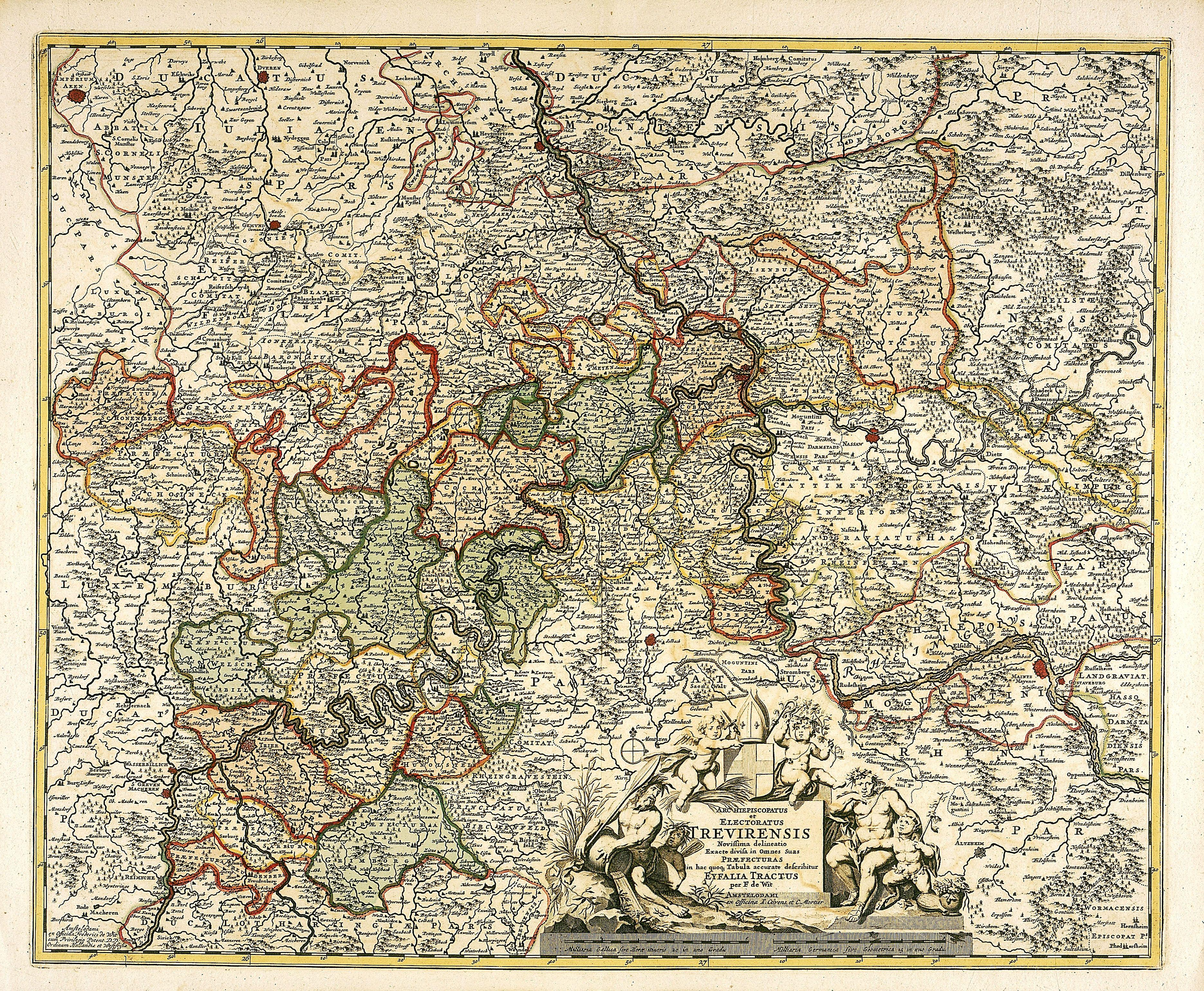
Gerolstein auf einer Landkarte aus dem 16. Jahrhundert (Gitternetzlinen 20–50)

Eine Namensform von Gerolstein trat erstmals in Verbindung mit der Erbauung der Löwenburg im Jahre 1115 als Burg Gerhardstein in Erscheinung. Die Stadtrechte wurden Gerolstein 1336 verliehen. Bis 1406 war die Stadt Residenz der Grafen von Blankenheim-Gerolstein und ab 1524 kontinuierlich Residenzstadt der Grafen von Manderscheid-Gerolstein bis 1697. 1691 wurde die Stadt bei der Befreiung von französischer Besetzung durch jülichsche Truppen fast vollkommen zerstört. Nach dem Wiederaufbau vernichteten Brände 1708 und 1784 die Stadt wiederum fast vollständig. Im Frieden von Lunéville 1801 fiel das linksrheinische Gerolstein an Frankreich. Graf Sternberg-Manderscheid als Landesherr erhielt im Reichsdeputationshauptschluss 1803 für den Verlust von Blankenheim, Jünkerath, Gerolstein und Dollendorf als Entschädigung unter anderem die Güter der vormaligen Klöster Weissenau und Schussenried in Oberschwaben zugesprochen. Aufgrund der Beschlüsse des Wiener Kongresses kam Gerolstein 1815 zum Königreich Preußen.

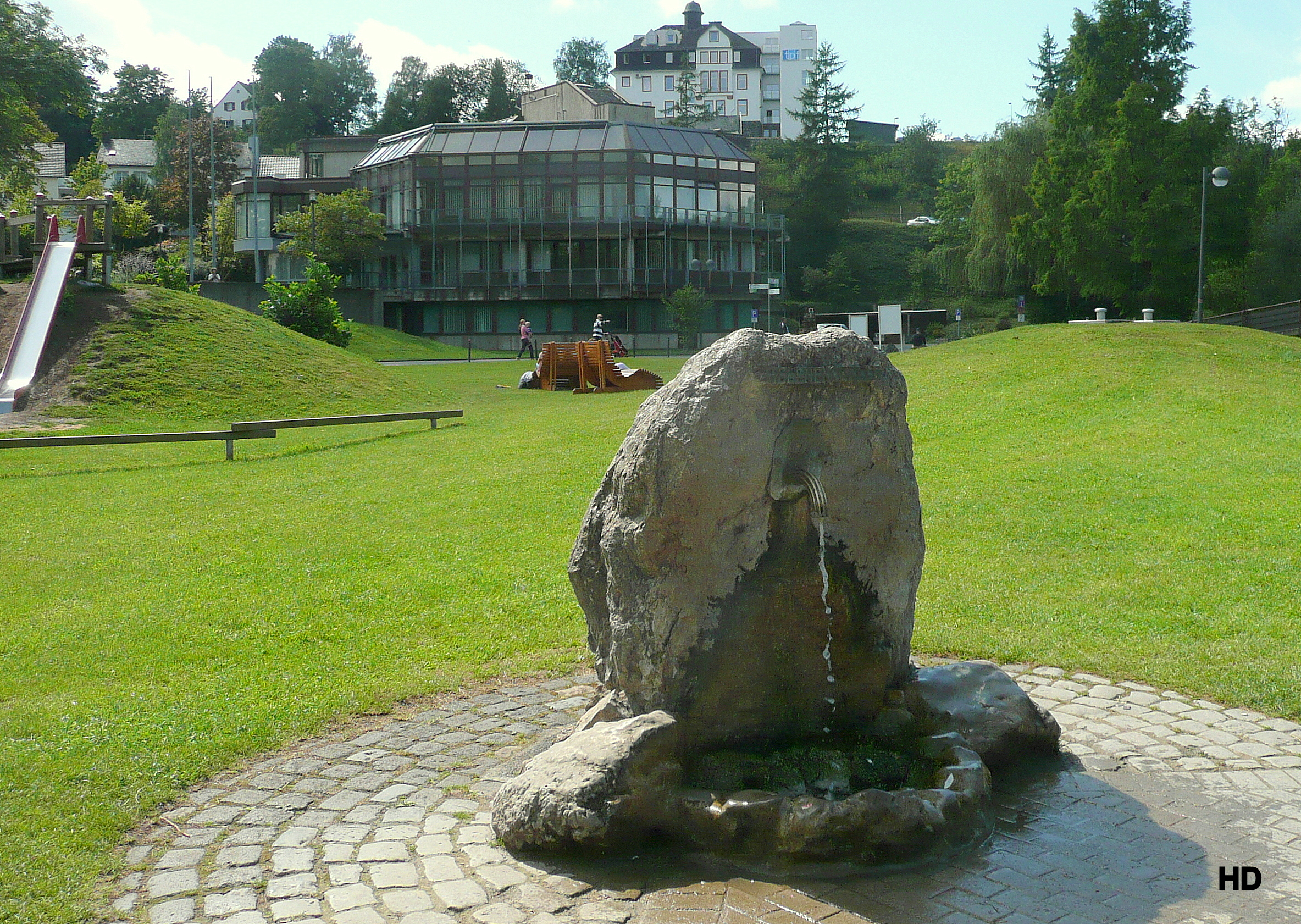
Mineralwasserbrunnen im Park

An der bereits von den Kelten und Römern genutzten Mineralquelle wurde nachweislich seit 1724 Wasser abgefüllt und verkauft. Diese bildet bis heute die Basis für die Gerolsteiner Mineralwasserindustrie. Am Ende des Zweiten Weltkrieges (1944/45) wurde Gerolstein auf Grund seines Eisenbahnknotenpunktes durch Bombardierung zu 80 Prozent zerstört. Die Wiederverleihung der Stadtrechte erfolgte 1953.

### Eingemeindungen
Am 7. Juni 1969 wurden die Gemeinden Bewingen, Hinterhausen und Lissingen nach Gerolstein eingemeindet, die Eingemeindung von Büscheich, Gees, Michelbach, Müllenborn, Oos und Roth erfolgte am 1. Dezember 1973.

### Einwohnerstatistik
Die Entwicklung der Einwohnerzahl von Gerolstein bezogen auf das heutige Stadtgebiet; die Werte von 1871 bis 1987 beruhen auf Volkszählungen:
| Gerolstein: Einwohnerzahlen von 1815 bis 2024 | Gerolstein: Einwohnerzahlen von 1815 bis 2024 | Gerolstein: Einwohnerzahlen von 1815 bis 2024 | Gerolstein: Einwohnerzahlen von 1815 bis 2024 | Gerolstein: Einwohnerzahlen von 1815 bis 2024 |
| --------------------------------------------- | --------------------------------------------- | --------------------------------------------- | --------------------------------------------- | --------------------------------------------- |
| Jahr                                          |                                               |                                               |                                               | Einwohner                                     |
| 1815                                          | 1815                                          |                                               | 1.876                                         | 1.876                                         |
| 1835                                          | 1835                                          |                                               | 2.394                                         | 2.394                                         |
| 1871                                          | 1871                                          |                                               | 2.832                                         | 2.832                                         |
| 1905                                          | 1905                                          |                                               | 3.616                                         | 3.616                                         |
| 1939                                          | 1939                                          |                                               | 5.216                                         | 5.216                                         |
| 1950                                          | 1950                                          |                                               | 5.557                                         | 5.557                                         |
| 1961                                          | 1961                                          |                                               | 5.916                                         | 5.916                                         |
| 1970                                          | 1970                                          |                                               | 7.075                                         | 7.075                                         |
| 1987                                          | 1987                                          |                                               | 6.460                                         | 6.460                                         |
| 2005                                          | 2005                                          |                                               | 7.587                                         | 7.587                                         |
| 2011                                          | 2011                                          |                                               | 7.594                                         | 7.594                                         |
| 2015                                          | 2015                                          |                                               | 7.613                                         | 7.613                                         |
| 2018                                          | 2018                                          |                                               | 7.616                                         | 7.616                                         |
| 2024                                          | 2024                                          |                                               | 7.210                                         | 7.210                                         |
|                                               |                                               |                                               |                                               |                                               |

### Konfessionsstatistik
Anfang 2019 waren 55,3 % der Einwohner katholisch und 15,6 % evangelisch. Die übrige 29,1 % gehörten einer anderen Glaubensgemeinschaft an oder waren konfessionslos. Der Anteil der evangelischen und katholischen Kirchenmitglieder an der Gesamtbevölkerung ist seitdem gesunken, während der Anteil der Einwohner mit sonstiger Konfession oder ohne Konfession zugenommen hat. Mit Stand Juni 2025 sind 43,7 % der Einwohner katholisch und 13,1 % evangelisch. Die übrige 43,2 % gehörten einer anderen Glaubensgemeinschaft an oder waren konfessionslos.

## Politik

### Stadtrat
Der Stadtrat in Gerolstein besteht aus 24 Ratsmitgliedern, die bei der Kommunalwahl am 9. Juni 2024 in einer personalisierten Verhältniswahl gewählt wurden, und der Bürgermeisterin als Vorsitzender.
Sitzverteilung:
| Wahl | SPD | CDU | Grüne | FDP | FWG | BUV | UWG | Gesamt   |
| ---- | --- | --- | ----- | --- | --- | --- | --- | -------- |
| 2024 | 5   | 11  | 3     | 1   | –   | –   | 4   | 24 Sitze |
| 2019 | 6   | 9   | 4     | 1   | –   | –   | 4   | 24 Sitze |
| 2014 | 6   | 10  | 3     | 1   | 3   | 1   | –   | 24 Sitze |
| 2009 | 6   | 11  | 2     | 1   | –   | 4   | –   | 24 Sitze |
| 2004 | 5   | 13  | –     | 1   | 2   | 3   | –   | 24 Sitze |

- FWG = Freie Wählergemeinschaft Landkreis Vulkaneifel e. V.
- BUV = BürgerUnion Vulkaneifel e. V.
- UWG = Unabhängige Wählergemeinschaft Vulkaneifel e. V. (bis Ende 2019 UWG Kylltal e. V.)[11]

### Bürgermeister
Der ehrenamtliche Stadtbürgermeister wird alle fünf Jahre direkt gewählt. Stefanie Lorisch (CDU) wurde am 17. Juli 2024 Stadtbürgermeisterin von Gerolstein. Bei der Direktwahl am 9. Juni 2024 hatte sie sich mit 51,0 % der Stimmen gegen den Amtsinhaber durchgesetzt.
Lorischs Vorgänger Uwe Schneider (SPD) hatte im Juni 2019 die Stichwahl gegen den bisherigen Amtsinhaber Friedhelm Bongartz (CDU) gewonnen.

### Wappen
| Wappen von Gerolstein | Blasonierung: „In Gold ein rot-bewehrter und -bezungter schwarzer Löwe, belegt mit einem fünflätzigen roten Turnierkragen.“ |
| Wappen von Gerolstein | Wappenbegründung: Der schwarze Löwe ist der Jülicher Löwe, Wappentier des gleichnamigen Herzogtums, zu dem Gerolstein einst gehörte. Das Wappen geht zurück auf die Grafen von Gerolstein-Blankenheim und lässt sich erstmals 1567 im Siegel der Schöffen von Gerolstein nachweisen. Die Stadt Gerolstein führt das Wappen seit etwa 1890. |

### Städtepartnerschaften
Mit Digoin in Frankreich (seit 1987) und Gilze-Rijen in den Niederlanden bestehen Städtepartnerschaften. Letztere existiert bereits seit 1981 und wurde durch die NL-Partnergemeinde aufgekündigt, was jedoch von Gerolstein nicht akzeptiert wird.

## Sehenswürdigkeiten

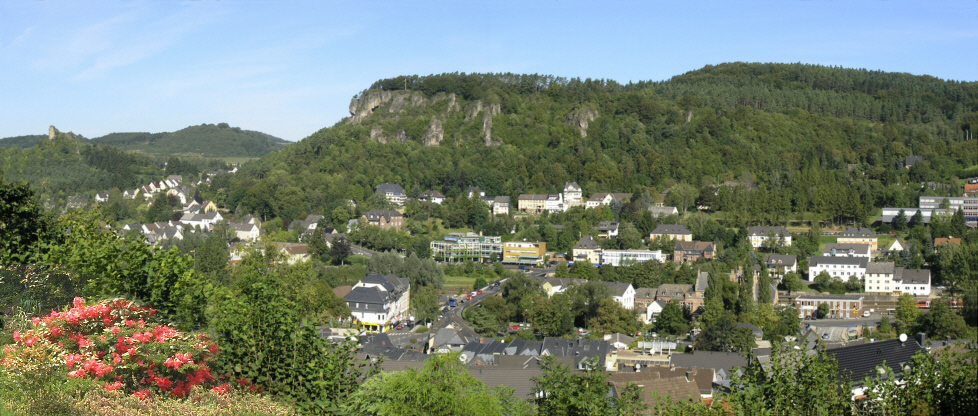
Gerolstein mit Munterley, Auberg und Rother Hecke

Neben den nachstehenden Sehenswürdigkeiten befinden sich in und um Gerolstein das Trockenmaar Papenkaule, das schon von Steinzeit-Menschen bewohnte Buchenloch (eine 36 Meter lange Karsthöhle), die Mühlsteinhöhlen/Eishöhlen bei Roth, ein Naturkundemuseum und ein Kreisheimatmuseum. Ein Spaziergang führt zu den aus der Gerolsteiner Kalkmulde 100 Meter über der Kyll aufragenden Gerolsteiner Dolomiten, einem devonischen Kalkriff, das von den ausgestorbenen Rugosen, Tabulaten und Stromatoporen gebildet wurde, mit der Hustley, der Munterley und dem Auberg. Sie dominieren 100 Meter über dem Talniveau das Ortsbild von Gerolstein. Beim südöstlichen Ortsteil Gees liegen in Richtung von Salm die Trilobitenfelder von Gees einem bekannten, heute unter Naturschutz stehenden Fundgebiet von außergewöhnlich gut erhaltenen devonischen Trilobiten.

### Löwenburg
Die Löwenburg wird erstmals 1115 urkundlich erwähnt, siehe Burg Gerolstein.

### Burg Lissingen

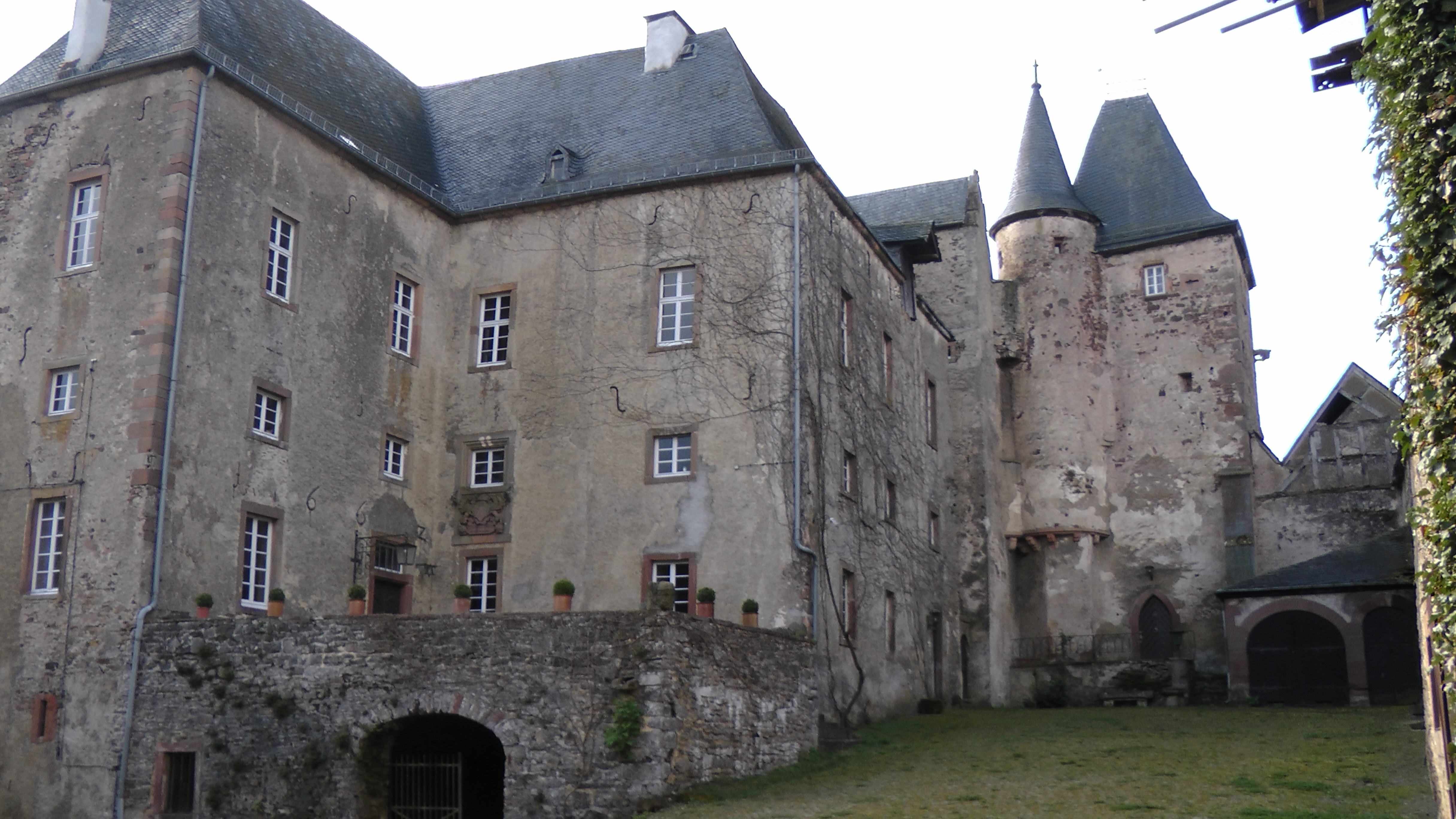
Burg Lissingen (Niederburg)

Am Rande des Stadtteils Lissingen liegt die ehemalige Wasserburg Lissingen unweit der Kyll. Die ältesten Gebäudeteile stammen aus dem Jahr 1280, obwohl die Burg schon 1212 urkundlich erwähnt wurde. Sie wurde, anders als die meisten Eifler Burgen, nicht zerstört. 1559 wurde sie in eine Nieder- und eine Oberburg geteilt. Die Unterburg wird als Veranstaltungs- und Kultureinrichtung genutzt.

### Erlöserkirche

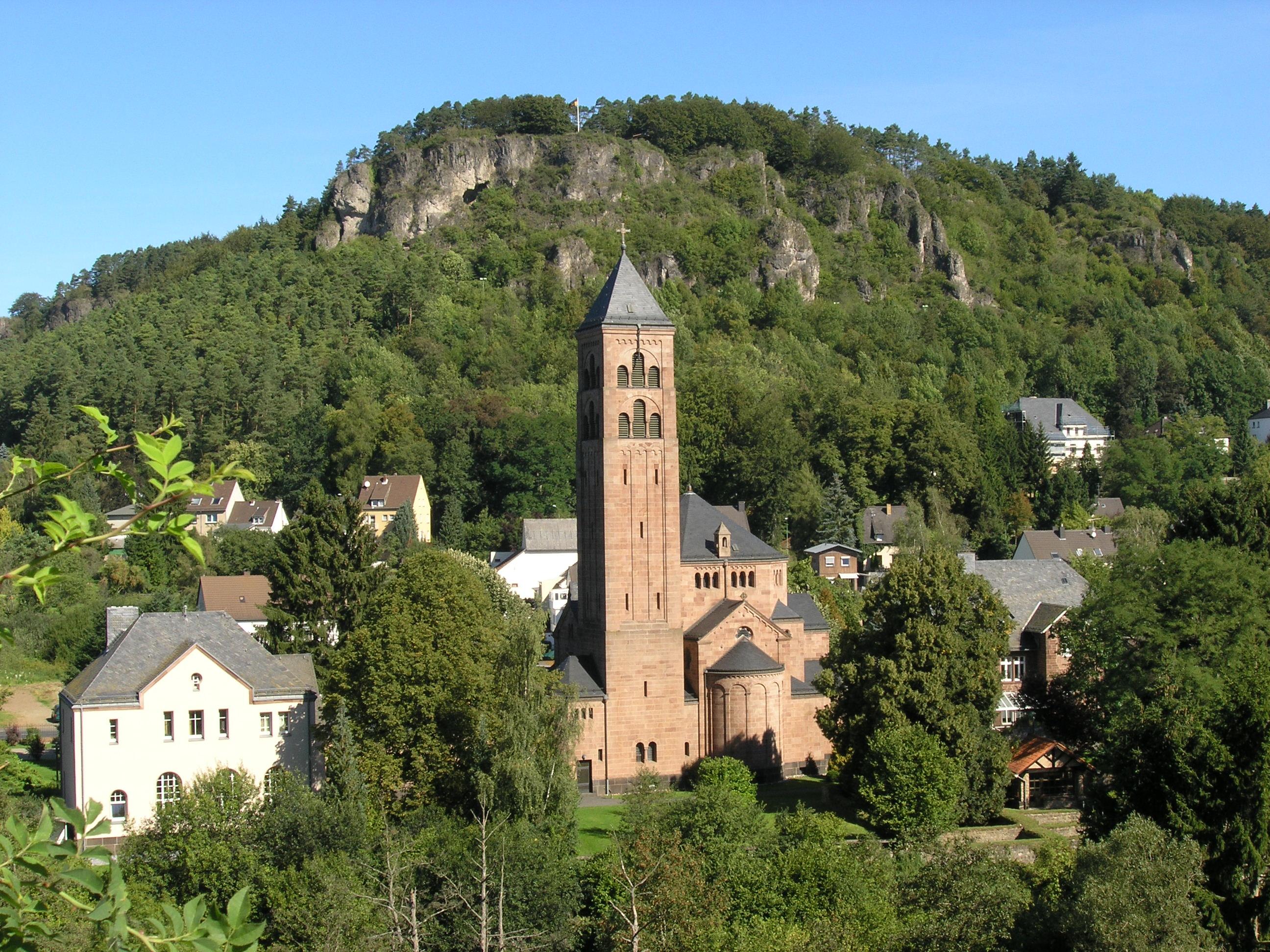
Gerolstein: Erlöserkirche mit Munterley

Die evangelische Erlöserkirche wurde zwischen 1907 und 1913 von Franz Schwechten erbaut und am 15. Oktober 1913 eingeweiht. Die Innenausstattung erscheint mit großflächigen Goldmosaiken, Rundbögen und einer dominierenden Kuppel für eine Kirche in der Diaspora geradezu verschwenderisch.

### Villa Sarabodis
Als Villa Sarabodis werden die Reste eines römischen Herrensitzes (Villa rustica) bezeichnet. Sie wurden 1907 bei Vorarbeiten zum Bau der Erlöserkirche gefunden. Die Überreste werden auf das 1. Jahrhundert nach Christus datiert. Der Kirchenbauverein Berlin, der auch die Erlöserkirche errichtete, legte die Funde frei: Fundamente und ein Hypokaustum (eine antike Fußbodenheizung) sind heute in einem Schutzbau zu besichtigen.

### Juddekirchhof
Der Juddekirchhof, wie er im Volksmund genannt wird, ist eine keltisch-römische Kultstätte. Sie liegt oberhalb von Gerolstein auf der Hustley, einem Teil der Gerolsteiner Dolomiten.
Der Römer Marcus Victorius Pellentius ließ diesen Tempelbezirk im Jahre 124 nach Christus errichten. Die Mauerreste der Kultstätte haben eine Größe von ca. 63 mal 46 Metern. Innerhalb dieser Ringmauer sind die Fundamente mehrerer Gebäude erhalten, zu denen auch zwei Tempel gehören, von denen der eine Herkules, der andere der keltischen Göttin Caiva geweiht war. 1927/28 wurden Überreste des Tempelbezirks ausgegraben.

### Ehemaliges Bahnbetriebswerk Gerolstein

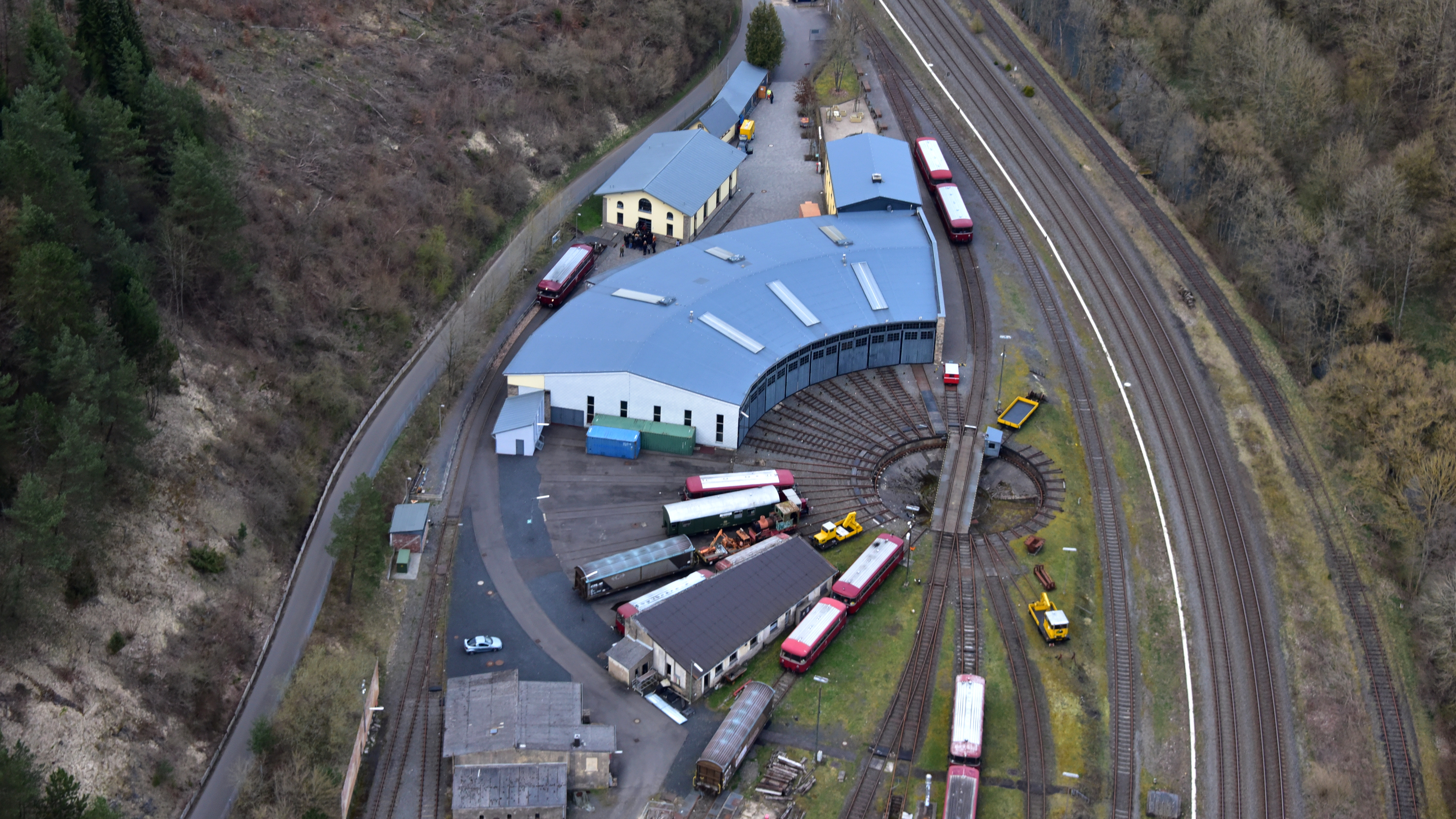
Bahnbetriebswerk Gerolstein, Luftaufnahme (2016)

Vom ehemals bedeutenden Bahnbetriebswerk Gerolstein sind u. a. Ringlokschuppen und Drehscheibe betriebsfertig erhalten.

## Wirtschaft und Infrastruktur

### Schulwesen
Eine der Schulen in Gerolstein ist das St. Matthias-Gymnasium (SMG). Es wurde am 26. April 1911 unter der Leitung von Studienrat Lipowicz als Privatschule in der Hauptstraße 89 eröffnet. Sie hatte den Namen Höhere Knabenschule Gerolstein. Nach chaotischen Zuständen während des Ersten Weltkrieges kommt die Schule in kommunale Trägerschaft, ist jedoch der Höheren Schule Prüm unterstellt. 1920 wird Hubert Rahm für die folgenden 34 Jahre Schulleiter. Während der Inflation wird das Schulgeld so hoch, dass sich viele Familien den Schulbesuch nicht mehr leisten können und die Schule geschlossen wird. 1924 folgt bereits die Wiedereröffnung und 1927 besucht das erste Mädchen die Höhere Knabenschule Gerolstein. Da die männlichen Lehrer und älteren Schüler im Zweiten Weltkrieg als Soldaten rekrutiert wurden, findet 1944 eine erneute Schließung der Schule statt. Bevor das Gebäude von einem Bombenangriff zerstört wurde, diente es als Lazarett und Soldatenunterkunft.
1946 wird die Schule schließlich erneut eröffnet und zum ersten Mal kann in Gerolstein auch die mittlere Reife erworben werden. Es folgt die Umbenennung zum Progymnasium Gerolstein. Das erste Gebäude am heutigen Standort in der Digoinstraße wurde 1953 eingeweiht und fünf Jahre später geht der erste Abiturjahrgang ab. In den darauffolgenden 10 Jahren verdoppeln sich die Schülerzahlen, so dass immer mehr angebaut wird. Im Jahre 1974 besuchen 1200 Schüler das Gerolsteiner Gymnasium. 1975 findet der Wechsel unter die Trägerschaft des Landkreises Daun und die Umbenennung zum St. Matthias-Gymnasium Gerolstein statt, diesen Namen trägt die Schule bis heute. Hermann-Josef Molitor ging 1992 nach 25 Jahren als Schulleiter in den Ruhestand. Sein Nachfolger wurde Heribert Steinmetz, der diese Stelle bis Sommer 2014 innehielt. Nachfolgerin dessen wurde Jutta Schmitz. Zwischen 1996 und 2006 wird eine umfassende Sanierung durchgeführt. Im Jahre 2011 feiert das SMG sein 100-jähriges Jubiläum mit einem großen Festakt, einer Projektwoche und einer Jubiläumschronik.
Die Entwicklung der Schülerzahlen des SMG:
| Jahr | Gesamt | Jungen | Mädchen |
| ---- | ------ | ------ | ------- |
| 1911 | 20     | 20     |         |
| 1921 | 39     | 39     |         |
| 1928 | 69     | 63     | 6       |
| 1944 | 184    | 121    | 63      |
| 1951 | 259    | 203    | 56      |
| 1961 | 397    | 270    | 127     |
| 1971 | 844    | 478    | 366     |
| 1980 | 1.184  | 545    | 639     |
| 1992 | 570    | 265    | 305     |
| 2001 | 738    | 314    | 424     |
| 2011 | 1.011  | 463    | 548     |

Das St. Matthias-Gymnasium Gerolstein unterhält mehrere Schulpartnerschaften:
- Schulpartnerschaft mit dem Lycée/Collège von Digoin seit 1985 (daraus resultierte die Städtepartnerschaft Gerolstein-Digoin)
- seit 1987 finden Austauschbegegnungen mit Ramat Gan (Israel) statt
- Schulpartnerschaft mit der Groupe Scolaire de Kansi in Ruanda seit 2007

Im nahegelegenen Albertinumweg befand sich von 1946 bis 1982 in einem ehemaligen Hotel das Bischöfliche Internat Albertinum. Im Herbst 2019 startete ein Aufarbeitungsprojekt zur Untersuchung von Fällen körperlicher, psychischer und sexualisierter Gewalt im Internat Albertinum. Der im Februar 2022 vorgestellte Abschlussbericht einer unabhängigen Studie nennt zwölf Beschuldigte, darunter alle drei langjährigen Direktoren, die Priester waren. Laut dem Bericht hatte das Bistum als Träger das Internat vernachlässigt und unzureichend kontrolliert.

### Wirtschaft
Der bundesweit bekannte Mineralwasserproduzent Gerolsteiner Brunnen hat in Gerolstein seinen Sitz. Weiterhin sind hier die bundesweit agierende Vulkan-Eifel-Bahn Betriebsgesellschaft sowie das Schwesterunternehmen AKE-Eisenbahntouristik ansässig.

### Mobilfunkversorgung
Die Kernstadt bietet eine gute Mobifunkversorgung bei den Netzen Telekom, Vodafone und O2. In den Stadtteilen variiert der Empfang und ist somit nicht flächendeckend abgedeckt.
Der Stadtteil Müllenborn ist eine der wenigen Regionen in Deutschland, die aus wirtschaftlichen Gründen von keinem Mobilfunkanbieter versorgt wird.
Hier ist allerdings voraussichtlich ab 2021[veraltet] mit Verbesserungen zu rechnen.

### Öffentlicher WLAN-Zugang
Seit Sommer 2016 bietet die Stadt Gerolstein 30 kostenlose WLAN-Standorte.

### Bundeswehr
Eifelkaserne (Informationstechnikbataillon 281). In der Kaserne befindet sich die sogenannte BSg-G: Diese ist eine der drei festen Bodenstationen des bundeswehreigenen Satellitenkommunikationssystems SATCOMBw und verfügt über zwei C-Band-, eine X-Band- und zwei Ku-Band-Antennen.

### Sport
Die Zentrale Sportanlage Gerolstein bietet Leichtathletikanlagen, Rasenplatz, Basketball- und Volleyballfelder. Ansässiger Verein ist der SV Gerolstein.

## Verkehr

### Straße
Gerolstein liegt an der Bundesstraße 410, die von der luxemburgischen Grenze (Dasburg) bis nach Hirten bei Mayen führt. Die Bundesstraße 410 schließt Gerolstein an die gleichnamige Autobahnanschlussstelle 118 der Bundesautobahn 1 an.

### Schiene

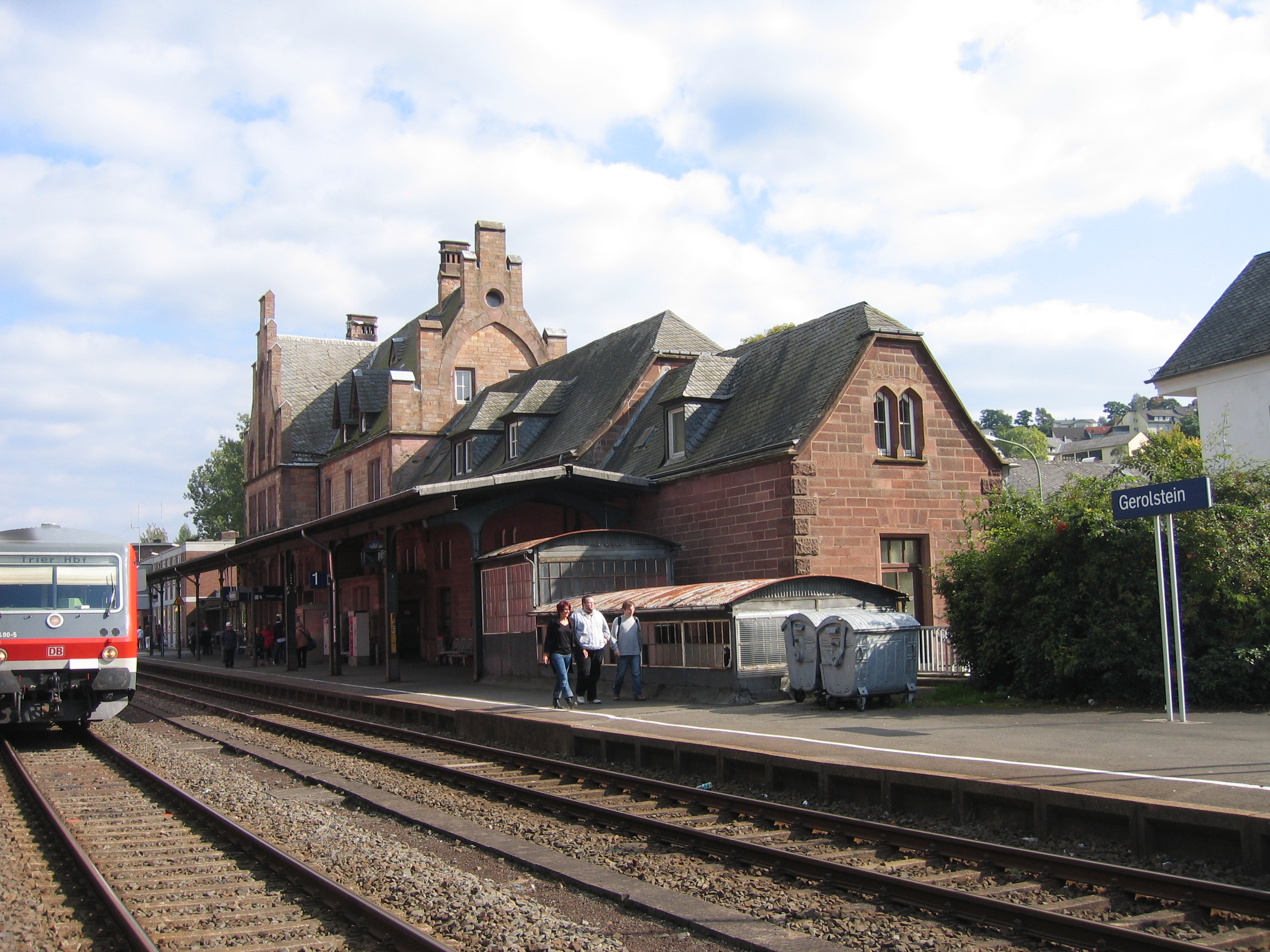
Bahnhof Gerolstein (von den Gleisen aus gesehen)

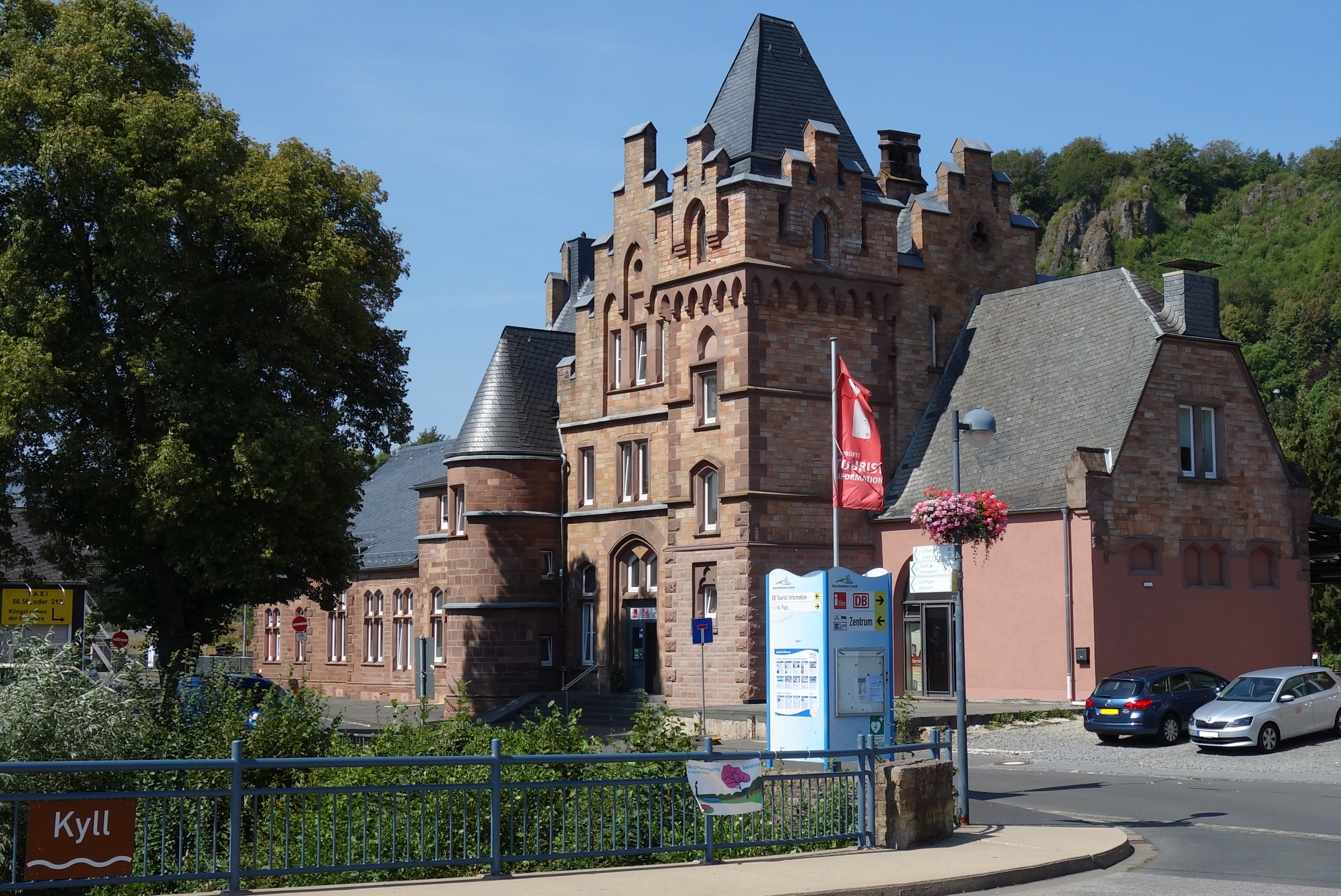
Bahnhof Gerolstein (von der Kyll aus gesehen)

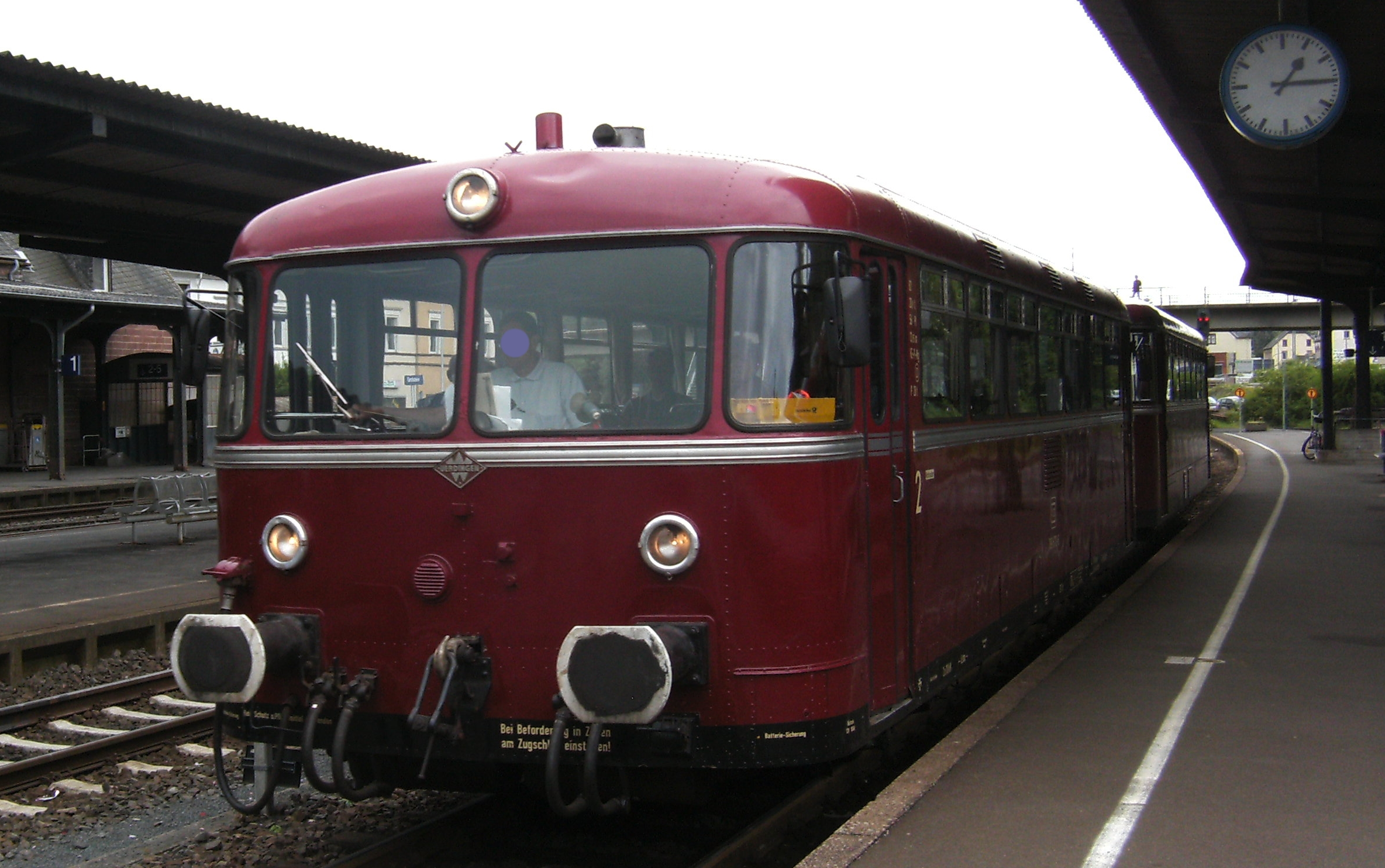
Historischer Schienenbus der Eifelquerbahn

Der Bahnhof Gerolstein liegt an der Eifelstrecke (Köln–Euskirchen–Gerolstein–Trier), auf der im Schienenpersonennahverkehr
- der Eifel-Mosel-Express (RE 12) Köln–Euskirchen–Gerolstein–Trier
- der Eifel-Express (RE 22) Köln–Euskirchen–Gerolstein mit Durchbindung nach Trier (RB 22) und
- die Eifel-Bahn (RB 24) Köln–Euskirchen–Kall, in der HVZ bis Gerolstein

verkehren.
Durchgeführt wird der Schienenpersonennahverkehr von DB Regio NRW, die für alle Linien VAREO-Diesel-Triebwagen der DB-Baureihe 620 und 622 in Ein- bis Dreifachtraktion für Geschwindigkeiten bis zu 120 km/h einsetzt.
Für den gesamten öffentlichen Personennahverkehr (ÖPNV) gilt der Tarif des Verkehrsverbunds Region Trier (VRT) und der tarifraumüberschreitende Tarif des Verkehrsverbundes Rhein-Sieg und des NRW-Tarif.
In Gerolstein zweigt die bis Kaisersesch stillgelegte Eifelquerbahn über Daun-Kaisersesch nach Andernach (KBS 478) ab, ebenso die stillgelegte Westeifelbahn.
Aktuell wird eine Reaktivierung der Eifelquerbahn angestrebt.
Durch den starken Dauerregen am 14./15. Juli 2021 und das darauffolgende Jahrhunderthochwasser musste der Bahnverkehr in Gerolstein vollständig eingestellt werden. Seit April 2023 ist Gerolstein wieder aus Richtung Kyllburg/Trier erreichbar; der Wiederaufbau soll 2024 abgeschlossen werden. Für nähere Angaben siehe den Artikel zur Eifelstrecke.

### Busverbindungen (Stadt Gerolstein)
Die Stadt Gerolstein im Landkreis Vulkaneifel ist über mehrere Regional- und Bedarfsverkehrslinien an das öffentliche Nahverkehrsnetz des Verkehrsverbunds Region Trier (VRT) angeschlossen. Im Rahmen des landesweiten ÖPNV-Konzepts Rheinland-Pfalz Nord wurde das Angebot durch das Linienbündel Kylltal (seit Dezember 2023) umfassend neu strukturiert.

#### Linienübersicht
- 460 / 465: Regionale Verbindung von Gerolstein über Prüm nach Clervaux (LU) bzw. St. Vith (BE)
  - Takt Richtung Prüm: Montag bis Samstag Stundentakt, sonntags alle 2 Stunden
  - Takt Richtung Clervaux/St. Vith: Montag bis Samstag alle 2 Stunden, sonntags alle 4 Stunden[30]
- 530: Ringverbindung zwischen Oberbettingen, Hillesheim, Walsdorf, Rockeskyll, Pelm und Gerolstein
  - Takt: Montag bis Sonntag alle 2 Stunden[30]
- 700: RegioBus-Linie von Gerolstein über Daun, Ulmen nach Cochem
  - Takt: Montag bis Sonntag stündlich[31]
- 777: RadBus-Linie an Wochenenden von Gerolstein nach Cochem über Daun
  - Takt: Samstag und Sonntag alle 2 Stunden[31]

#### Bedarfsverkehre (RufBus)
Zur Erschließung der umliegenden Stadtteile und Nachbargemeinden verkehren im Linienbündel Kylltal mehrere RufBus-Linien, die nach vorheriger Anmeldung (mind. 60 Minuten vor Abfahrt) auf festen Linienwegen bedient werden.
Takt:
- Montag bis Sonntag: stündlich bis zweistündlich[32]

Folgende Linien verkehren als RufBus mit Halt in Gerolstein:
- 531: Pelm – Bahnhof/ZOB – Krankenhaus – Vulkanring – Bewingen – Dohm – Hillesheim
- 532: Ringverkehr: Gerolstein – Lissingen – Kopp – Birresborn – Michelbach – Büscheich – Gerolstein
  - Takt: Montag bis Samstag alle 60 Minuten
- 533: Gerolstein – Michelbach – Salm – Deudesfeld – Manderscheid
- 534: Gerolstein – Pelm – Kirchweiler – Neroth – Daun
- 535: Gerolstein Waldstraße – Rasbach/Feuerwehr – Bahnhof/ZOB – Gees
- 546: Ringverkehr: BBS/Einkaufszentrum – Bahnhof – Rasbach/Feuerwehr – Müllenborn – Oos – Duppach – Kalenborn-Scheuern – Lindenstraße – Krankenhaus – Bahnhof/ZOB
  - Takt: Montag bis Samstag alle 60 Minuten

#### Wichtige Haltestellen
- Gerolstein Bahnhof / ZOB: Bedeutendster Umsteigepunkt für Buslinien und den Schienenverkehr. Hier bestehen Anschlüsse an Regionalzüge in Richtung Trier, Köln und Koblenz.
- Gerolstein BBS / Einkaufszentrum: Zentrale Haltestelle für das Einkaufszentrum sowie die Berufsbildende Schule (BBS) des Vulkaneifelkreises; bedeutender Punkt im Schüler- und Berufsverkehr.
- Gerolstein Gerolsteiner Sprudel: Haltestelle am Werksgelände der 'Gerolsteiner Brunnen GmbH & Co. KG, einem der größten Arbeitgeber der Region; angebunden durch die Linien 530 und 531.

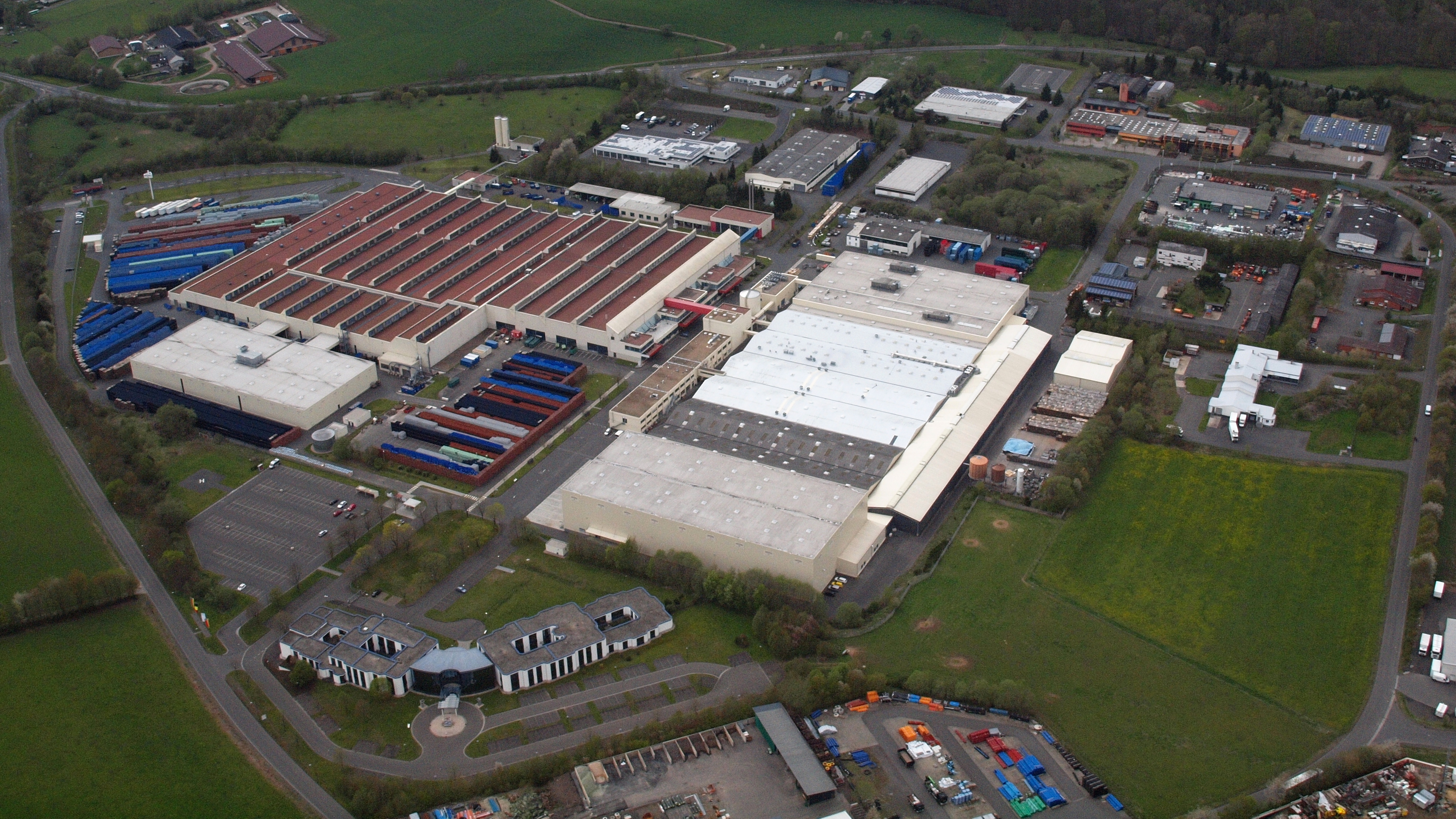
Gerolstein Bewingen, Industriegebiet, Gerolsteiner Brunnen

## Persönlichkeiten
- Maria Reese (1889–1958), Schriftstellerin, Journalistin und Politikerin (SPD, KPD)
- Rolf Huisgen (1920–2020), Chemiker
- Alois Mertes (1921–1985), Politiker (CDU), Diplomat und Staatsminister im Auswärtigen Amt
- Ernst Pieper (1928–1995), Industriemanager
- Heinrich Schmitz (1929–2000), Politiker (CDU)
- Matthias Krings (* 1943), Moderator
- Eva Hahn (* 1946), Historikerin
- Hans Henning Hahn (* 1947), Historiker
- Herbert Klaeren (* 1950), Informatiker
- Marita Kraemer (* 1953), Managerin
- Rudi Gores (* 1957), Fußballspieler und -trainer
- Alice Creischer (* 1960), Künstlerin
- Michael Baales (* 1963), Archäologe
- Michael Fisch (* 1964), Schriftsteller
- Hans-Josef Endres (* 1966), Maschinenbauingenieur und Hochschullehrer
- Elizabeth Blonzen (* 1968), Schauspielerin und Autorin
- Frank Rock (* 1970), Politiker (CDU) und Lehrer
- Andreas Önnerfors (* 1971), Historiker
- Christian Humberg (* 1976), Schriftsteller und Literaturübersetzer
- Johannes Fröhlinger (* 1985), Radrennfahrer
- Christian Vietoris (* 1989), Autorennfahrer

## Trivia
Die Operette La Grande-Duchesse de Gérolstein, von Jacques Offenbach 1867 komponiert, spielt nach dem Libretto in einem fiktiven deutschen Herzogtum Gerolstein in der Zeit um 1840. All dies hat keinen Bezug zum Ort.